# Euthalia satropaces
Euthalia satropaces är en fjärilsart som beskrevs av William Chapman Hewitson 1876. Euthalia satropaces ingår i släktet Euthalia och familjen praktfjärilar. Inga underarter finns listade i Catalogue of Life.